# Путь Британии к социализму
«Путь Британии к социализму» (англ. Britain's Road to Socialism) — политическая программа Коммунистической партии Великобритании, действовавшая с 1951 по 1985 год. Впоследствии была принята Коммунистической партией Британии и Лигой коммунистической молодёжи, также её положений придерживается редакция газеты «Morning Star». В разработке первой редакции программы принимал участие Иосиф Сталин.
«Путь Британии к социализму» предполагает, что социалистическое общество в Великобритании может быть достигнуто рабочим классом в союзе с иными политическими силами, объединёнными в народно-демократический фронт против монополистического капитала, посредством завоевания рабочим движением ведущих позиций в существующих демократических органах рабочего класса, таких как профсоюзы, рабочие советы и объединения арендаторов.

## История
Первая программа Коммунистической партии Великобритании, «Класс против класса» (Class against Class), была опубликована в 1929 году во время подготовки к парламентским выборам и являлась, скорее, предвыборной платформой, преследовавшей тактические цели. Следующая программа, «За Советскую Британию» (For Soviet Britain), была принята на XIII съезде КПВ в 1935 году и не имела принципиальных отличий от своей предшественницы. Её пересмотр начался ещё до Второй мировой войны (проект новой программы, оставшейся без названия, был опубликован в 1939 году), но из-за боевых действий был отложен до 50-х годов.
В феврале 1951 года был опубликован первый проект новой программы КПВ, получившей название «Путь Британии к социализму» (The British Road to Socialism). Известно, что руководство КПВ при составлении документа обратилось за помощью к ВКП(б) и в разработке программы принял участие лично Иосиф Сталин, который видел эту программу «по своей сути» как «подходящий документ для коммунистических партий США, Канады, Австралии и других англо-саксонских стран».
Авторству Сталина атрибутируются положения о народно-демократическом фронте, свободной ассоциации народов Британской империи на основе права на самоопределение, а также о тактике КПВ по отношению к Лейбористской партии. Впоследствии, во время советско-китайского и советско-албанского конфликтов, вклад Сталина в «Путь Британии к социализму» станет предметом споров между КПСС, КПК и АПТ, когда на него для оправдания своих позиций будут ссылаться и Хрущёв, и его оппоненты.
Джо и Джон Патеманы, исследовавшие роль Сталина в подготовке программы КПВ, пришли к выводу, что советский лидер оказал очень существенное влияние на изменение политической линии КПВ в переходе от предвыборных платформ к полноценным долгосрочным программным документам и внёс множество предложений в эту программу, все из которых были учтены в её первой редакции. В редакциях 1958 и 1977 годов часть из них были убраны, но в основном возвращены в редакции 2020 года.
В последующем в «Путь Британии к социализму» вносились изменения — в 1952, 1958, 1968 и 1977 годах, а после принятия этой программы Коммунистической партией Британии — также в 1989, 1992, 2001, 2011 и 2020 годах.
После перехода КПВ на еврокоммунистические позиции, в 1985 году руководство партии приняло решение об отказе от «Пути Британии к социализму», против чего выступила редакция печатного органа партии «Morning Star» и группировавшиеся вокруг неё сторонники ортодоксально-марксистской линии, такие как «Историческая группа». В 1988 году они создали Коммунистическую партию Британии, которая приняла программу «Путь Британии к социализму» и придерживается её по сей день.